# Sayama, Saitama
Sayama (狭山市 Sayama-shi) là một thành phố thuộc tỉnh Saitama, Nhật Bản.